# Martín Leiva
Martín Leiva (Buenos Aires, 23 de abril de 1980) es un exbaloncestista argentino que jugaba en la posición de pívot.
El primer equipo fue Ferro Carril Oeste de Buenos Aires, con el cual debutó en la Liga Nacional el 12 de octubre de 1997 contra Independiente de General Pico. Jugó en la selección argentina en etapas formativas y de mayores. Actualmente es el jugador activo con más presencias en la Liga Nacional de Básquet.

## Carrera profesional
Leiva debutó el 12 de octubre de 1997 con la camiseta de Ferro y frente a Independiente de Pico, en un partido que los de Caballito perdieron por 111-108. Y la curiosidad de esa primera temporada de Martín fue que solo jugó los cuatro partidos contra los equipos pampeanos: dos derrotas frente a Independiente y dos victorias cómodas ante Pico FC. Luego de cuatro temporadas en Ferro, con 142 partidos, pasó a Boca, donde jugó 257 y fue campeón en la 2003-04 y en la 2006-07 (el primer título con Leo). Luego de un par de años en el básquetbol europeo (Burgos y León, del ascenso español), regresó a la Liga para ser protagonista en un Peñarol que hizo historia. Allí jugó 328 partidos en 6 temporadas y fue campeón en 2009-10, 2010-11, 2011-12 y 2013-14 (los cuatro formando dupla de internos con Leo Gutiérrez). En 2015 fue uno de los fichajes importantes de Regatas Corrientes, pero una lesión lo sacó de la cancha por casi media temporada, solo pudo jugar 28 partidos. En el siguiente torneo volvió a conseguir la regularidad que había perdido y estuvo en 45 de los 46 juegos que disputó Obras.

### Clubes
| Club                  | País      | Año       |
| --------------------- | --------- | --------- |
| Ferro Carril Oeste    | Argentina | 1997-2001 |
| Boca Juniors          | Argentina | 2001-2007 |
| Autocid Ford Burgos   | España    | 2007-2008 |
| Baloncesto León       | España    | 2008-2009 |
| Peñarol               | Argentina | 2009-2015 |
| Regatas Corrientes    | Argentina | 2015-2016 |
| Obras Basket          | Argentina | 2016-2017 |
| Peñarol               | Argentina | 2017-2018 |
| Estudiantes Concordia | Argentina | 2018-2019 |
| Boca Juniors          | Argentina | 2019-2020 |
| Larre Borges          | Uruguay   | 2020      |
| Boca Juniors          | Argentina | 2020-2021 |
| Riachuelo             | Argentina | 2021-2022 |
| Español de Osorno     | Chile     | 2022      |
| Boca Juniors          | Argentina | 2022-2023 |

## Selección nacional
Con la Selección juvenil argentina obtuvo el Sudamericano sub-21 en el 2000 y el Panamericano sub-21 de este mismo año. Con la selección mayor, participó en la clasificación para el Mundial de Japón 2006, en el Santo Domingo 2005 y obtuvo también el, meritorio, segundo puesto en el Las Vegas 2007, clasificatorio para los Juegos Olímpicos 2008. Quedó campeón en el Torneo De Las Américas 2011, con el triunfo de la Selección Nacional. Integró la Selección Nacional que se presentó a los Juegos Olímpicos de Londres 2012, donde quedó en cuarto lugar después de perder en la semifinal contra Estados Unidos y, posteriormente, el partido por la medalla de bronce frente a Rusia.

## Palmarés

### Campeonatos nacionales
- Actualizado el 30 de abril de 2018.

| Título                      | Club              | País      | Año         |
| --------------------------- | ----------------- | --------- | ----------- |
| Campeón Copa Argentina 2002 | Boca Juniors      | Argentina | 2002        |
| Campeón Copa Argentina 2003 | Boca Juniors      | Argentina | 2003        |
| Campeón LNB 2003-04         | Boca Juniors      | Argentina | 2003 - 2004 |
| Campeón Copa Argentina 2004 | Boca Juniors      | Argentina | 2004        |
| Campeón Copa Argentina 2005 | Boca Juniors      | Argentina | 2005        |
| Campeón Copa Argentina 2006 | Boca Juniors      | Argentina | 2006        |
| Campeón LNB 2006-07         | Boca Juniors      | Argentina | 2006 - 2007 |
| Campeón LNB 2009-10         | Peñarol           | Argentina | 2009 - 2010 |
| Campeón Copa Argentina 2010 | Peñarol           | Argentina | 2010        |
| Campeón LNB 2010-11         | Peñarol           | Argentina | 2010 - 2011 |
| Campeón LNB 2011-12         | Peñarol           | Argentina | 2011 - 2012 |
| Campeón LNB 2013-14         | Peñarol           | Argentina | 2013 - 2014 |
| Campeón LNB2 2022           | Español de Osorno | Chile     | 2022        |

### Campeonatos internacionales
- Actualizado hasta el 30 de abril de 2018.

| Título                  | Club                   | Sede          | Año  |
| ----------------------- | ---------------------- | ------------- | ---- |
| Campeón Sudamericano    | Boca Juniors           | Asunción      | 2004 |
| Campeón Sudamericano    | Boca Juniors           | Rafaela       | 2005 |
| Campeón Sudamericano    | Boca Juniors           | Barquisimeto  | 2006 |
| Campeón LDA 2009-10     | Peñarol                | Mar del Plata | 2010 |
| Campeón InterLigas 2010 | Peñarol                | Mar del Plata | 2010 |
| FIBA AmeriCup           | Selección de Argentina | Mar del Plata | 2011 |
| Campeón InterLigas 2012 | Peñarol                | Mar del Plata | 2012 |
| Campeonato sudamericano | Selección de Argentina | Resistencia   | 2012 |